# Aedesius
Aedesius was een Oud-Grieks Neoplatoons filosoof uit Cappadocië die leefde in de 4e eeuw n.Chr., gestorven ca. 335. 

Aedesius werd geboren in een gegoede Cappadocische familie, maar hij verhuisde naar Syrië, waar hij in de leer ging bij Iamblichos. Al snel werd hij diens beste leerling en werden de beide bevriend. Aedesius' eigen filosofische leer hield echter het midden tussen Platonisme en eclecticisme. Na de dood van zijn leermeester nam hij afstand van de filosofie, uit angst voor de vijandige houding van de Christelijke keizer Constantijn de Grote tegenover de beoefening van filosofie. Zijn leerlingen wisten hem echter te overtuigen om zich terug actief aan de filosofie te wijden. Hij verhuisde naar Pergamon, waar hij terug les gaf. 

Pergamum of Pergamon

 Aedesius richtte er de Pergamum school voor filosofie op, waarin de nadruk werd gelegd op theürgie en het polytheïsme een heropleving kende. Tot zijn leerlingen behoorde onder andere de latere Keizer Julianus. Deze nodigde hem, tijdens zijn keizerschap, uit om hem verder te onderwijzen. Tegen deze tijd was Aedesius door ouderdom echter al te verzwakt en hij wees persoonlijk twee van zijn meest talentvolle volgelingen, Chrysantes en Eusebius, aan om zijn plaats in te nemen. Een andere van zijn volgelingen was Maximus van Ephese. 

## Trivia
In de 5e eeuw na Chr. was er een vrouwelijke Platoonse filosofe met de naam Aedesia, afkomstig uit Alexandrië.

## Referentie
- E. Elder, art. Aedesius, in W. Smith (ed.), A dictionary of Greek and Roman biography and mythology, I, Boston, 1867, pp. 23.
- Encyclopaedia Britannica 11th edition
- Encyclopaedia Britannica 2008
- History of Philosophy (Frederick Copleston)